# سيسيل أ. ميلر
سيسيل أ. ميلر هو سياسي كندي، ولد في 1896، وتوفي في 10 أكتوبر 1988. انتخب Speaker of the Legislative Assembly of Prince Edward Island ‏.